# Histatine
Histatinen zijn eiwitten die voorkomen in het speeksel van vele zoogdieren. Ze worden vooral aangetoond in het speeksel van de wangspeekselklier (glandula parotis). Ze hebben een antimicrobiële en antischimmelwerking door onder andere het afremmen van de werking van bacteriële proteasen. Ze spelen ook een rol bij de wondheling van de mondweefsels en andere wonden.
De belangrijkste functie is echter de vorming van het buitenste eiwitlaagje van het tandglazuur.
Er zijn drie hoofd-histatinen, namelijk 1, 3 en 5. Histatine 2 is een afbraakprodukt van histatine 1, en alle andere histatinen zijn afbraakprodukten van histatine 3. Bij de mens worden er 26 verschillende histatinen onderscheiden, die uit 20-40 aminozuren bestaan. Bij de codering van de eerste twaalf histatinen zijn slecht twee genen betrokken, HTN1 en HTN3:
```
        10         20         30         40         50 
MKFFVFALVL ALMISMISAD SHEKRHHGYR RKFHEKHHSH REFPFYGDYG SNYLYDN   HTN1 genproduct
                    D SHEKRHHGYR RKFHEKHHSH REFPFYGDYG SNYLYDN   Histatine 1
                                 RKFHEKHHSH REFPFYGDYG SNYLYDN   Histatine 2

        10         20         30         40         50 
MKFFVFALIL ALMLSMTGAD SHAKRHHGYK RKFHEKHHSH RGYRSNYLYD N         HTN3 genproduct
                    D SHAKRHHGYK RKFHEKHHSH RGYRSNYLYD N         Histatine 3
                                 RKFHEKHHSH RGYRSNYLYD N         Histatine 4
                    D SHAKRHHGYK RKFHEKHHSH RGY                  Histatine 5
                    D SHAKRHHGYK RKFHEKHHSH RGYR                 Histatine 6
                                 RKFHEKHHSH RGY                  Histatine 7
                                  KFHEKHHSH RGY                  Histatine 8
                                 RKFHEKHHSH RGYR                 Histatine 9
                                  KFHEKHHSH RGYR                 Histatine 10
                         KRHHGYK R                               Histatine 11
                         KRHHGYK                                 Histatine 12
```